# Ubwari

La péninsule d'Ubwari est située à l'est de la République démocratique du Congo dans la province du sud Kivu, sur la côte nord-ouest du lac Tanganyika. La partie ouest de la péninsule est baignée par les eaux de la baie de Burton. Les principales localités de la péninsule sont Ubwari, Kiriza, Kalole, Kakazi, Lubomu.
À son extrémité nord se trouve le cap Banza, dans cette zone, l'activité thermale est très prononcée. Entre 0 et 6 mètres, des évents y ont été découverts, d'où s'échappe de l'eau chaude, dont la température est comprise entre 66 et 103 °C.
Une vie s'est développée autour de ces sources hydrothermales, composée de bactéries hyperthermophiles du genre Thermus sp.
Plusieurs expéditions scientifiques, entre autres japonaise et internationale, ont travaillé sur ce site, l'expédition "Tanganydro 96" ayant été la plus riche d'enseignements.
La péninsule d'Ubwari est aussi réputée pour sa faune piscicole, et nombre d'espèces de cichlidés y sont capturées pour l'aquariophilie.
Citons les Tropheus sp. black de Kiriza, les Petrochromis sp. texas de l'Ubwari, ou le Neolamprologus longicaudatus.